# Aphelandra guayasii
Aphelandra guayasii é uma espécie de planta da família Acanthaceae. É endémica do Equador. O seu habitat natural localiza-se em florestas subtropicais ou tropicais secas. Ela encontra-se ameaçada por perda de habitat.